# Still Alive (노래)
〈Still Alive〉는 2007년 비디오 게임 《포탈》의 클로징 크레디트에서 사용된 노래로, 조너선 콜턴이 작곡 및 편곡하고 같은 게임의 등장인물 글라도스를 연기하기도 한 엘렌 매클레인이 불렀다. 밸브 코퍼레이션의 개발자 두 명은 콜튼에게 회사를 위해 노래를 써 줄 것인지를 물었고, 콜튼은 자신이 밸브의 하프라이프 시리즈의 팬으로서 이를 승낙하여 만들어진 곡이다.
노래는 컴퓨터 프로그램의 형식으로서 엔딩 크레디트에서 등장하며, 이는 게임의 주인공이자 플레이어 등장인물인 첼이 글라도스를 물리친 뒤의 일이다. 가사는 글라도스가 사실, "아직 살아 있으며(Still Alive)" 그 무엇에도 화나지 않았다는 것을 밝히고 있다. 노래는 그 유머와 퍼포먼스의 질이라는 측면에서 각별히 찬사받았다. 다양한 장소에서 사용된 바 있고, 예컨대 2009 프레스 스타트 -심포니 오브 게임스-, 라는 연례 일본 콘서트 행사에서 비디오 게임의 음악 작업물을 선보이는 데 사용되었다. 또한 2008년 4월 1일에 《록 밴드》 시리즈에서 다운로드 가능한 무료 곡 중 하나가 되었다. 사라 퀸이 리드 보컬로 참여한 재녹음본이 콜튼의 2011년 앨범 《Artificial Heart》에서 수록되었다. 《포탈》의 속편 《포탈 2》에서도 콜튼이 곡을 쓰고 매클레인이 부른 〈Want You Gone〉이 엔딩에서 사용되었다. 이 두 명은 《레고 디멘션스》라는, 《포탈》의 다양한 등장인물과 장소를 도입한 게임을 위해 이들의 세 번째 협업이 되는 곡 〈You Wouldn't Know〉를 작업했다.
노래는 《포탈》에서 존재하지 않는 독점적 보컬 믹스와 함께 2007년 12월 21일 출시된 《더 오렌지 박스》 사운드트랙에 수록됐다.

## 역사와 녹음

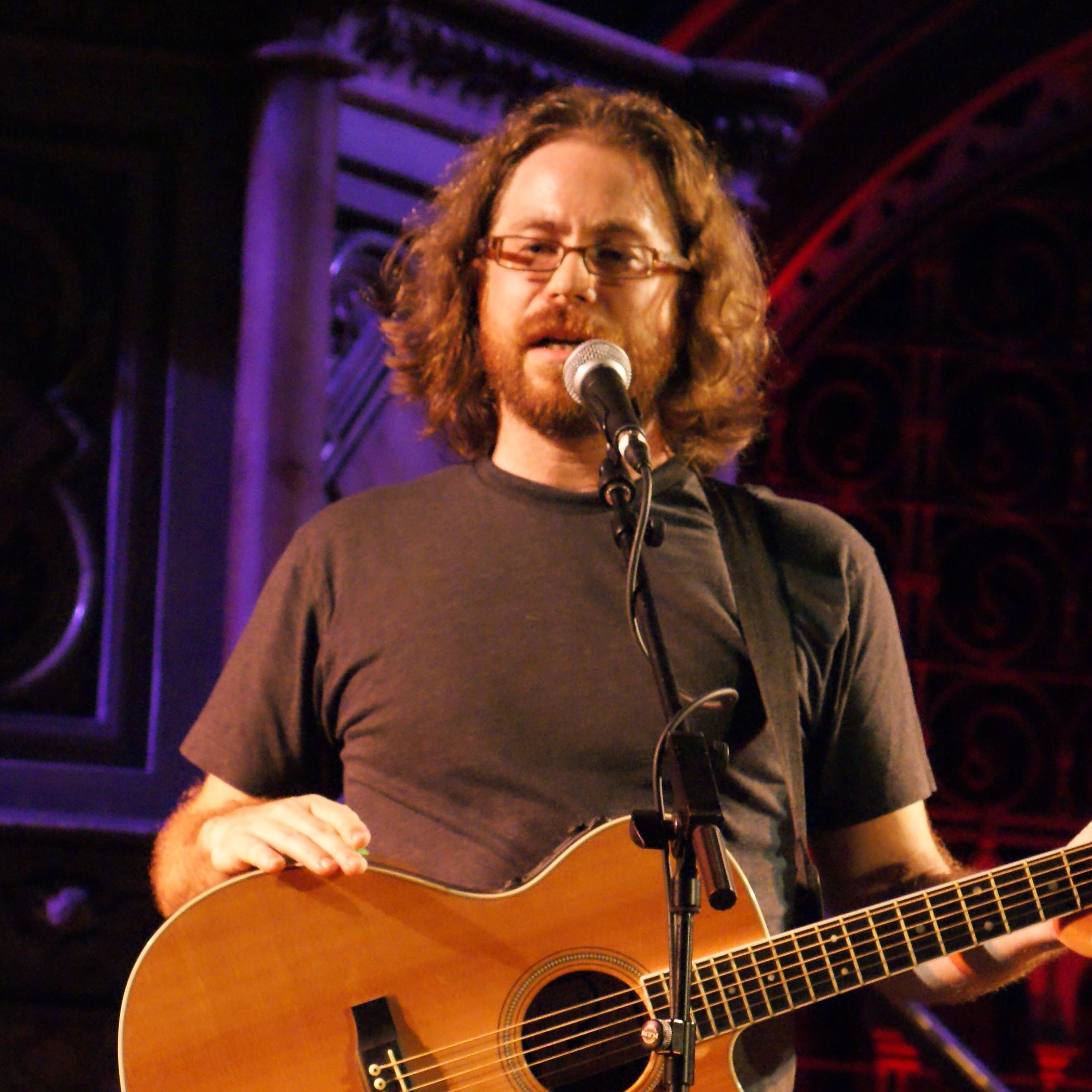
〈Still Alive〉의 작곡가 조너선 콜턴

〈Still Alive〉는 비디오 게임 《포탈》을 위하여 조너선 콜턴이 쓰고 엘런 매클레인이 부른 노래다. 매클레인은 허구의 애피처 사이언스 언리치먼트 센터의 인공지능이자 게임의 적대자인 글라도스의 목소리를 제공하기도 했다. 글라도스의 시각에서 불리는 〈Still Alive〉는 게임의 크레디트가 돌아가는 시점에 재생된다. 게임의 종반에서, 잘못하여 애피처 사이언스 언리지먼트 센터에서 글라도스에 의해 생명이 위협받는 상황에 처하게 된 작품의 주인공 첼은 마침내 글라도스와 맞딱뜨려 물리친다. 그러나, 노래와 크레디트 이후 씬은 글라도스가 아직 작동함을 암시하고 있다. 또한 노래에서 글라도스는 첼에 의해 사실상 파괴된 이후에도 "화나지 않았"으며, 첼이 일으킨 파괴에도 불구하고 실험실에서의 첼의 행동을 계속 감시함으로써 "막대한 성공"을 성취하였으며, 애피처 사이언스 언리치먼트 센터가 바깥 세상에 자신을 출시할 것으로 여기고 있다. 하프라이프 시리즈의 콤바인 침공은 글라도스의 노래에서 암시되고 있다. ("저리 가 날 내버려 뒤요. 저는 내부에 있는 것이 좋으니까요. 다른 사람이 당신을 도울 지 모르죠. 어쩌면 블랙 메사라든가. 하하, 농담이에요. 가망 없는 소리죠.") 게임 내 특정 구간에 존재하는 라디오에서는 삼바 기악 버전이 선보여지고 있다.
콜튼은 워싱턴주 시애틀에서의 공연 이후 두 제작진들의 접근을 받은 뒤부터 밸브 코퍼레이션과 연루되기 시작했다. 그들은 그에게 회사를 위해 노래를 써줄 수 있는 지를 물었으며, 그는 《하프라이프》의 팬이었기 때문에 즉시 승낙했다. 대화를 통해 구상을 논의한 뒤에 그와 개발진들은 《포탈》의 작업에 착수했다. 오렌지 박스가 출시되기 몇 달 전에 밸브의 작가들은 글라도스 및 포탈의 다른 측면에 대한 상당한 분량의 뒷이야기를 작성하여 콜튼이 가사를 쓸 수 있도록 했다. 노래를 완성하기 위한 전반적인 과정은 6주가 소모되었다. 콜튼은 글라도스의 소극적-공격적 성질은 자신 또한 공유하는 것이라 자신의 머리에서 그의 목소리를 끄집어내는 것이 힘들었다고 밝혔다. 비디오 게임이 왜 엔딩에서 더 이상 노래를 사용하지 않는 지에 대해 물었을 때, 콜튼은 영상이 줄거리를 훌륭히 전달하는 것이기 때문이라 말하면서 "우리는 여전히 게임에서 어떻게 그리하는 지를 배우고 있다"고 말했다. 하지만, 엔딩으로 이동하는 플레이어는 점차 글라도스를 익숙하게 여기게 되어 그의 노래 소리를 "거의 자연적인" 무언가로 인식하게 된다. 노래의 제목은 《포탈》의 사건 이후에도 글라도스가 "여전히 살아있음"을 주장한다. 킴 스위프트는 플레이어가 게임을 행복하게 끝낼 수 있도록 엔딩에서 노래를 재생하기로 선택했다고 해설했다.

## 반응
매클레인은 조너선 콜턴이 노래에 글라도스를 잘 포착한 것이라고 여겼다. IGN 편집자 라이언 게데스는 곡을 역사상 가장 훌륭한 게임 엔딩 곡으로 선언했다. 2008년, 콜튼은 페니 아케이드 엑스포에서 열린 펠리카 데이에서 곡을 공연했다. 공연의 이유를 그는 "이는 사람들의 머리를 폭발시킬 류의 것 중 하나이기 때문"이라고 설명했다. 게임 오디오 네트워크 가이드가 2008년 주최한 시상식에서 노래는 "최우수 오리지널 보컬 - 팝 송" 부문에서 수상했다. 2009년, 노래는 비디오 게임의 음악 작업물을 선보이는 연례 일본 콘서트 행사 프레스 스타트 -심포니 오브 게임스-에서 공연되었다. 〈Still Alive〉는 행사에서 공연되는 첫 서양 노래로, 파이널 판타지 게임들에서 여러 번 작가로 임한 카즈시게 노지마가 일본어로 번역하고 도쿄 필하모닉 오케스트라가 편곡했다. 《대난투 스매시브라더스 X》의 감독 마사히로 사쿠라이가 공연 도중 게임을 해설했고, 일본 내에서 포탈을 적게나마 다뤄지게 일조했다. 콜튼은 포탈 및 노래의 발표 이후로 급등한 유명세에 휩싸이게 되었음을 경험했다. 원 가수인 엘런 매클레인은 시카고의 아니메 미드웨스트에서 첫 공연했다. 《더 아트 오브 비디오게임스》에서 저자 그랜트 타비노는 자신이 노래에 의해 히스테리에 빠졌고, 이를 듣는 순간 예술적 완성품의 감각을 느꼈다고 밝혔다. 1UP.com의 앨리스 리앙은 포탈의 엔딩을 두고 "기억에 남고, 재치있고, 놀랍고, 유머있으면서도 달콤쌉쌀하다"고 일컬었다. 포탈 2의 발표 전날, 포브스의 편집자 데이비드 이워트는 노래를 "놀라우며, 즐겁고, 기억하기 쉽고, 잊을 수 없"다고 기록했고, 첫 가사 "This was a triumph"를 "현대의 암구호"로 간주했다. 게임 인포머의 카일 힐러드는 노래를 비디오 게임에서의 또다른 놀라운 음악적 넘버들 목록에 넣었다.